# Mirrors (песня Наталии Киллс)
«Mirrors» — сингл британской певицы Наталии Киллс с её дебютного альбома Perfectionist.

## О песне
Песня написана Наталией Киллс. Тематика песни связана с садо-мазо культурой.

## Музыкальное видео
Премьера клипа состоялась 29 ноября 2010 года. Клип показывает Наталию Киллс в различных готических образах. Клип состоит из трех актов: Vanity («Тщеславие»), Control («Контроль») и Sex («Секс»). В первом акте Киллс затаскивает в зеркало её собственное отражение. Далее показано, как Киллс поет перед зеркалом, в отражении которого её обнимают чьи-то руки. Второй акт начинается с того, что Киллс стоит в чёрном платье с серебряной секирой в руках на стеклянном ящике, внутри которого лежит мужчина с видеокамерой. Третий акт показывает Киллс с серебряным черепом в руках. Клип заканчивается тем, что Киллс стоит около того зеркала, у которого стояла в начале клипа.

## Список композиций
- Digital download[1]

1. "Mirrors" – 3:16

- German CD single[2]

1. «Mirrors» – 3:16
2. «Mirrors» (Frankmusik Obsidian Overkill Remix) – 3:20

- German digital remix EP[3]

1. «Mirrors» – 3:16
2. «Mirrors» (Frankmusik Obsidian Overkill Remix) – 3:20
3. «Mirrors» (Doctor Rosen Rosen Rx Remix) – 4:49
4. «Mirrors» (Sketch Iz Dead Dead Remix) – 4:15
5. «Mirrors» (Moto Blanco Radio) – 2:55

- US digital remix EP[4]

1. «Mirrors» (Sketch Iz Dead Remix) – 4:15
2. «Mirrors» (Doctor Rosen Rosen Rx Remix) – 4:49
3. «Mirrors» (Moto Blanco Dub) – 7:10
4. «Mirrors» (Purple Crush Remix) – 4:06

- US digital Remixes Chapter 2 EP[5]

1. «Mirrors» (Adrian Lux Remix) – 6:33
2. «Mirrors» (Frankmusik Obsidian Overkill Mix) – 3:20
3. «Mirrors» (Chris Moody Remix) – 6:39
4. «Mirrors» (Jeff T Club Remix) – 6:01

## Чарты
| Чарт (2011)                                | Высшее место |
| ------------------------------------------ | ------------ |
| Австрия (Ö3 Austria Top 40)                | 7            |
| Бельгия/Фландрия (Ultratip Bubbling Under) | 18           |
| Канада (Billboard Canadian Hot 100)        | 46           |
| Германия (GfK)                             | 10           |
| Польша (ZPAV)                              | 2            |
| Швейцария (Schweizer Hitparade)            | 52           |
| UK Singles Chart                           | 190          |
| US Hot Dance Club Songs                    | 3            |